# Israël au Concours Eurovision de la chanson 2007
Israël participe au Concours Eurovision de la chanson en 2007.
L'IBA étant en proie à des difficultés financières, la sélection Kdam n'a pas été organisée en 2007. C'est un comité d'experts qui a sélectionné Teapacks pour représenter le groupe à Helsinki.
Le 27 février, quatre chansons étaient en lice dans un mélange entre le jury d'IBA et le télévote. C'est finalement le titre controversé Push the Button (Presse le bouton) qui a été choisi.

## Polémique
La chanson Push the Button aborde sur un ton humoristique et satirique typique de l'humour juif, les craintes des Israéliens que représente la menace nucléaire iranienne et de son président Mahmoud Ahmadinejad, qui a appelé à « rayer » Israël de la carte. Cette dimension politisée de la chanson ne va pas sans créer quelques polémiques à Helsinki, ville organisatrice de l'Eurovision 2007. Néanmoins, Push the Button va, à n'en pas douter, donner sa touche de couleur au concours.
Plusieurs rumeurs ont sous-entendu que, ayant un message plus ou moins politique, la chanson serait disqualifiée. Des pétitions avaient été créées en ce sens (ou au contraire, pour supporter la chanson). La chanson a été acceptée, comme les quarante-et-une autres du concours.

## Extraits
- Le monde est plein de terreur, si quelqu’un fait une erreur, il va nous faire exploser.
- Il existe des dirigeants déments qui aspirent à nuire avec des technologies diaboliques et ils vont presser le bouton.
- Je ne veux pas mourir, je veux voir les fleurs grandir, je ne veux pas être kaput-kaboom.